# Imiloksan
Imiloksan je lek koji se koristi u naučnim istraživanjima. On deluje kao selektivni antagonist α2B adrenergičkog receptora. On je bio koristan u određivanju dejstva pojedinačnih α2 adrenergičkih tipova.

## Hemija
Imidazolna porcija imiloksana se priprema reakcijom imidata sa dietil acetalom aminoacetaldehida. N-alkilacija imidazola sa etil jodidom daje imiloksan.